# 新同盟會
新同盟會，台灣政治團體，創始人許歷農，於1994年5月8日於台北市成立。其宗旨為實行三民主義、維護五權憲法、促進中國統一，保護中華民國，反對台獨。

## 歷史
新同盟會原為國民黨內非主流派團體，於1994年5月8日，在台北市圓山大飯店成立，包括李煥、郝柏村、梁肅戎、蔣緯國等人皆出席參與創立大會。
1995年，發起反對李登輝連任總統的運動。10月25日，舉辦「我是中國人」大遊行。
2010年，新同盟會發起中山黃埔兩岸情論壇。
2015年，許歷農上將卸任，由原副會長陳志奇教授接任會長。
新同盟會原登記為政治團體，在2017年政黨法通過後，未登記為政治團體。
2019年，陳志奇教授辦理清算程序、變更登記為社會團體 「中華新同盟文化經貿交流協會」，交棒盧文龍將軍，擔任改組後首任理事長/總會長。
新同盟會經常與新黨合辦活動。中國國民黨政治人物，如馬英九、洪秀柱與吳敦義等人，皆常出席其活動。

## 各項活動
新同盟會經常性舉辦台灣退休將領與會友至中國大陸各地參訪行程，與黃埔軍校同學會對談，主要由中華文化發展促進會接待。

## 外部連結
- 新同盟會官網 （页面存档备份，存于）